# Hiperboreja
Hiperborejci (starogrško ὑπερβόρε(ι)οι, latinizirano: hyperbóre(i)oi, izgovorjava [hyperbóre(ː)oi̯]; latinsko Hyperborei) so bili v starogrški mitologiji ljudstvo, ki je živelo na skrajnem severu znanega sveta. Zdi se, da njihovo ime izhaja iz grškega izraza ὑπέρ Βορέᾱ,  onstran [dosega] Boreja, boga severnega vetra. Nekateri jezikoslovci imajo raje izpeljanko iz izraza ὑπερφέρω (hyperpherō, prenesti).
Grki so kljub temu, da so Hiperborejce postavili na hladni skrajni severni del sveta, verjeli, da živijo v sončni in od boga blagoslovljeni deželi. V mnogih različicah mita so živeli severno od Rifejskega gorovja, ki jih je ščitilo pred učinki mrzlega severnega vetra. Najstarejši miti jih prikazujejo kot Apolonove ljubljence, nekateri starogrški pisci pa so imeli Hiperborejce za mitske ustanovitelje Apolonovih svetišč na Delosu in v Delfih.
Nekateri kasnejši pisci so začeli mitske Hiperborejce povezovati z resničnimi ljudstvi in kraji v severni Evraziji, na primer z Britanijo, Skandinavijo ali Sibirijo.  V srednjeveški in renesančni književnosti so Hiperborejci začeli pomeniti oddaljenost in eksotiko. Sodobni poznavalci menijo, da je hiperborejski mit amalgam idej iz starodavnega utopizma, zgodb o "robu zemlje", kulta Apolona in pretiranih poročil o pojavih v severni Evropi, na primer o polnočnem soncu v Arktiki.

## Antični viri

### Herodot
Najzgodnejši obstoječi vir, ki podrobno opisuje Hiperborejo, je Herodotova Zgodovina (Knjiga IV, poglavja 32–36), napisana okoli 450 pr. n. št. Herodot omenja tri starejše vire, ki omenjajo Hiperborejce, vključno s Heziodom in Homerjem. Slednji naj bi pisal o Hiperboreji v svojem izgubljenem epu Epigoni. Herodot je domneval, da je ep Homerjevo delo.
Herodot je zapisal, da je pesnik Aristej v 7. stoletju pr. n. št. pisal o Hiperborejcih v (danes izgubljeni) pesnitvi Arimaspea, ki opeva potovanje k Isedonom. Slednjji naj bi živeli v Kazaški stepi. Dlje od njih naj bi živeli  enooki Arimaspi, še dlje naprej čuvaji zlata grifini in za njimi Hiperborejci.  Herodot je domneval, da Hiperboreja leži nekje v severovzhodni Aziji. 
Pindar, lirski pesnik iz Teb in Herodotov sodobnik, je v Deseti pitijski odi opisal Hiperborejce in pripovedoval o Perzejevem potovanju k njim. 
Drugi grški avtorji iz 5. stoletja pr. n. št., kot sta Simonid s Ceosa in Helanik z Lezbosa, so v svojih delih opisovali ali omenjali tudi Hiperborejce.

### Lokacija
Grki so verjeli, da Hiperborejci živijo onstran zasneženih Rifejskih gora, pri čemer je Pavzanij lokacijo opisal kot "deželo Hiperborejcev, ljudi, ki živijo onstran Borejevega doma". Homer je Boreja postavil v Trakijo, zato je bila po njegovem mnenju Hiperboreja severno od Trakije, se pravi v Dakiji. Sofoklej (Antigona, 980–987), Ajshil (Agamemnon, 193; 651), Simonid  (Razprava o Apoloniju Rodiju, 1. 121) in Kalimah (Delian, [IV] 65) so Boreja prav tako umestili v Trakijo.
Drugi starodavni pisci so verjeli, da je dom Boreja, se pravi Rifejsko gorovje, na neki drugi lokaciji. Hekatj Miletski, na primer, je verjel, da Rifejsko gorovje ob Črnem morju, Pindar pa je domovino Boreja, Rifejsko gorovje in Hiperborejo postavil v bližino Donave.
Heraklit Pontski in Antimah sta v nasprotju z njimi Rifejsko gorovje istovetila z Alpami, Hiperborejce pa kot keltsko pleme morda s Helveti, ki so živelo tik za njimi. Aristotel je postavil Rifejsko gorovje na mejo Skitije, Hiperborejo pa naprej proti severu. Hekataj iz Abdere in drugi so verjeli, da je Hiperboreja Britanija. 
Lokacijo Rifejskih gora, doma Boreja, pa tudi Hiperboreje, ki naj bi se nahajala onkraj njih, so spreminjali tudi kasnejši grški in rimski viri, vendar so se vsi strinjali, da so vsi daleč severno od Grčije ali južne Evrope. Starodavni slovničar Simij Rodoški je v 3. stoletju pr. n. št. Hiperborejce povezal z Masageti, Posidonij v 1. stoletju pr. n. št. z zahodnimi Kelti, Pomponij Mela pa jih je postavil še severneje v bližino Arktike.
Na zemljevidih, ki temeljijo na referenčnih točkah in opisih, ki jih je podal Strabon, se je Hiperboreja, prikazana kot polotok ali otok, nahajala onkraj današnje Francije in se raztezala bolj v smeri sever-jug kot vzhod-zahod. Drugi opisi postavljajo Hiperborejo na širše območje Uralskega gorovja.

### Enačenje z Britanijo
Hiperborejo je z Britanijo prvi enačil Hekatej Abderski v 4. stoletju pr. n. št., kar omenja Diodor Sicilski v naslednjem ohranjenem bededilu: 
"V pokrajinah onkraj dežele Keltov leži v oceanu otok, ki ni manjši od Sicilije. Ta otok, tako pravi poročilo, se nahaja na severu in je naseljen s Hiperborejci, ki se imenujejo s tem imenom, ker je njihov dom onkraj točke, od koder piha severni veter (borej). In otok je rodoviten in obrodi vse pridelke ter ima nenavadno zmerno podnebje."
Hekatej Abderski je zapisal tudi to, da so imeli Hiperborejci na svojem otoku "veličastno sveto Apolonovo območje in omembe vreden tempelj, ki je bil okrašen s številnimi votivnimi darovi in je bil okrogle oblike". Nekateri učenjaki so ta tempelj izenačili s Stonehengeom. Diodor sam Hiperboreje ne enači z Britanijo. Njegov opis Britanije (5.21–23) ne omenja niti Hiperborejcev niti njihovega okroglega templja. 
Psevdo Skimen je okoli leta 90 pr. n. št. zapisal, da je Borej prebival na skrajnem robu galskega ozemlja in da je dal na robu morja v svojem imenu postaviti steber. Nekateri avtorji so trdili, da se galsko ozemlje  nanaša na sedanjo severno Francijo, Hiperboreja pa na Britansko otočje, ki leži onkraj Rokavskega preliva. Ptolemaj (Geographia, 2. 21) in Marcijan Heraklejski (Periplus, 2. 42) sta Hiperborejo umestila v Severno morje, ki sta ga imenovala Hiperborejski ocean. 
John Toland je v svojem delu o druidih leta 1726 izrecno izenačil Diodorjevo Hiperborejo z otokom Lewis in okrogli tempelj s Callaniškimi kamni.

## Legende
Poleg Tule je bila za Grke in Rimljane Hiperboreja še ena od številnih terrae incognitae, o kateri so Plinij, Pindar in Herodot, pa tudi Vergilij in Cicero poročali, da so ljudje tam živeli do starosti tisoč let in uživali v popolni sreči. Hekatej Abderski je zbral vse zgodbe o Hiperborejcih iz 4. stoletja pr. n. št. in objavil dolgo, zdaj izgubljeno razpravo o njih, ki jo omenja Diodor Sicilski (ii.47.1–2). Legenda pravi, naj bi v Hiperboreji sonce vzšlo in zašlo le enkrat na leto  kar bi jo umeščalo nad ali na arktični krog ali na splošno v arktična polarna območja. 
Starogrški pisatelj Teopomp je v svojem delu Filipika trdil, da naj bi Hiperborejo nekoč načrtovala zavzeti rasa visoko raščenih vojakov z drugega otoka. Načrt so očitno opustili, ko so napadalci spoznali, da so Hiperborejci zanje premočni in preveč blagoslovljeni, da bi jih lahko premagali. Zgodbo, ki bi lahko bila satira ali komedija, je zapisal Klavdij Elijan (Varia Historia, 3. 18). 
Tezej je Hiperborejce obiskal, Pindar pa je na nezadovoljstvo svojih aleksandrijskih urednikov tja iz Libije prenesel Perzejevo srečanje z Meduzo. Apolonij je zapisal, da so Argonavti opazili Hiperborejo, ko so pluli skozi Eridan. 

### Hiperborejci na Delosu
Grki so boga Apolona imeli za Hiperborejca in verjeli, da med njimi preživlja svoje zime. Po Herodotu so daritve Hiperborejcev bogu Apolonu prihajale v Skitijo, zavite v slamo. Od tam so jih prenašali od plemena do plemena, dokler niso prispeli v Dodono. Od tam so jih preko različnih grških ljudstev prinesli do Apolonovega templja na Delosu. Herodot pravi, da sta prve darove na Delos prinesli deklici Hiperoha in Laodika v spremstvu petih moških, vendar se nobeden od njih ni vrnil domov. Da bi to preprečili, so Hiperborejci začeli prinašati darove samo do svoje meje in prosili svoje sosede, naj jih dostavijo v naslednjo državo in tako naprej, dokler niso prispeli na Delos.
Herodot podrobno opisuje tudi to, da sta v spremstvu samih bogov iz Hiperboreje na Delos prišli dve devici, Arge in Opis, kot poklon boginji Ilitiji za lažje rojevanje otrok. Dekleti sta bili sprejeti z vsemi častmi, ker sta ženskam prinesli darove, in ženske so jima pele hvalnice.

### Abaris Hiperborejec
Med Grki je bil zelo znan hiperborejski legendarni zdravilec z imenom Abaris, ki ga je prvi opisal Herodot. Platon (Charmides, 158C) je imel Abarisa za zdravnika z daljnega severa, medtem ko je Strabon poročal, da je bil Skit. Enako je menil zgodnji filozof Anaharz (Geographica, 7. 3. 8). 

## Videz
Grška legenda pravi, da so Borejci, potomci boga Boreja in snežne nimfe Hione (ali Kione), v Hiperboreji ustanovili prvo teokratično monarhijo. Ta legenda je ohranjena v Elijanovih spisih: 
"Ta bog [Apolon] ima za duhovnike sinove Boreja [severni veter] in Hione [sneg], tri po številu, brate po rojstvu, in šest komolcev visoke [približno 2,7 metra]." 
Diodor Sicilski je k temu dodal: 
"In kralji tega [hiperborejskega] mesta in nadzorniki svetega območja se imenujejo Boreadi, ker so Borejevi potomci, in nasledstvo teh položajev se vedno ohranja v njihovi družini."
Grki so torej verjeli, da so bili Boreadi velikanski kralji, visoki okoli tri metre,  
ki so vladali Hiperboreji. V klasičnih virih ni nobenih drugih opisov videza Hiperborejcev. Elij Herodijan, slovničar iz 3. stoletja, je kljub temu zapisal, da so bili mitski Arimaspi po videzu enaki Hiperborejcem (De Prosodia Catholica, 1. 114). Enako jih je opisal Štefan Bizantinec (Ethnica, 118. 16). Pesnik Kalimah je Arimaspe opisal kot svetlolasce, s čimer ni rečeno, da so  bili Arimaspi Hiperborejci.  Po Herodijanu so bili Arimaspi po videzu podobni Hiperborejcem. 

### Kelti kot Hiperborejci
Šest klasičnih grških avtorjev, Antimah Kolofonski, Protarh, Heraklit Pontski, Hekatej Abderski, Apolonij Rodoški in Posidonij iz Apameje, je enačilo Hiperborejce z njihovimi severnimi sosedi Kelti.
Ker so Grki Rifejske gore iz mitske preteklosti enačili z Alpami severne Italije, je obstajala vsaj geografska utemeljitev za enačenje Hiperborejcev s Kelti, ki so živeli v Alpah in onstran njih, ali vsaj enačenje Hiperboreje z deželami, naseljenimi s Kelti.

## Enačenje s Hiperborejci
Severni Evropejci (Skandinavci) so se po soočenju s klasično grško-rimsko kulturo Sredozemlja, začeli enačiti s Hiperborejci. To se ujema s tradicionalnim videnjem večno sončne dežele, saj v severni polovici Skandinavije poleti Sonce sploh ne zaide (polnočno sonce). Ideja je bila še posebej močna v 17. stoletju na Švedskem, kjer so pozni predstavniki ideologije gotizma Skandinavski polotok razglasili tako za izgubljeno Atlantido kot za Hiperborejo. Severne regije in njihove prebivalce so imenovali Hiperborejci, vendar niso trdili, da izvirajo iz mitoloških Hiperborejcev.  
Izraz Hiperborejec se še vedno šaljivo uporablja za ljudi, ki živijo v hladnem podnebju. 

## Sodobne interpretacije
Ker je Herodot postavil Hiperborejce onkraj Masagetov in Isedonov, dveh srednjeazijskih ljudstev, se zdi, da so njegovi Hiperborejci morda živeli v Sibiriji. Heraklej je v Hiperboreji iskal Artemidino košuto z zlatim rogom. Ker je severni jelen edina vrsta jelena, katere samice imajo rogovje, bi to kazalo na arktično ali subarktično regijo. Ker so Isedoni umeščeni na jugozahodna pobočja Altaja, bi morala biti Hiperboreja onkraj Dzungarjanskih vrat v severni Šindžjangu. V tem primeru so bili Hiperborejci verjetno Kitajci.
Aleksander Dugin je v obrambo svoje vizije velikega Ruskega carstva verjel, da je Rusija sodobna reinkarnacija starodavne Hiperboreje, ki stoji nasproti sodobni Atlantidi - Združenim državam Amerike.